# Rubulavirus
Rubulavirus es un género de virus ARN de cadena simple. Pertenece a la subfamilia Paramyxovirinae, familia Paramyxoviridae, orden Mononegavirales. Poseen las proteínas hemaglutinina y neuraminidasa en su superficie. Algunas especies producen enfermedad en humanos, otras solo afectan a animales.

## Especies
- Virus de la parotiditis, agente de la parotiditis aguda en humanos.

- Virus parainfluenza tipo 2 (HPIV 2). Provoca laringotraqueitis aguda (crup) en niños menores de un año.

- Virus parainfluenza tipo 4 (HPIV 4). Causa enfermedad respiratoria en humanos.

- Virus Mapuera (MPRV). Se aisló por primera vez en el año 1979 en Brasil, de un murciélago perteneciente a la especie Sturnira lilium.

- Rubulavirus porcino (RVP). es el agente causante de la enfermedad del ojo azul de los cerdos.

- Simian virus 5 (SV-5). Aunque se aisló por primera vez de monos, el huésped habitual es el perro donde causa enfermedad respiratoria de vías altas (traqueobronquitis). En ocasiones se ha aislado del hombre, pero sin que provoque en este ninguna enfermedad específica conocida.